# 장청구

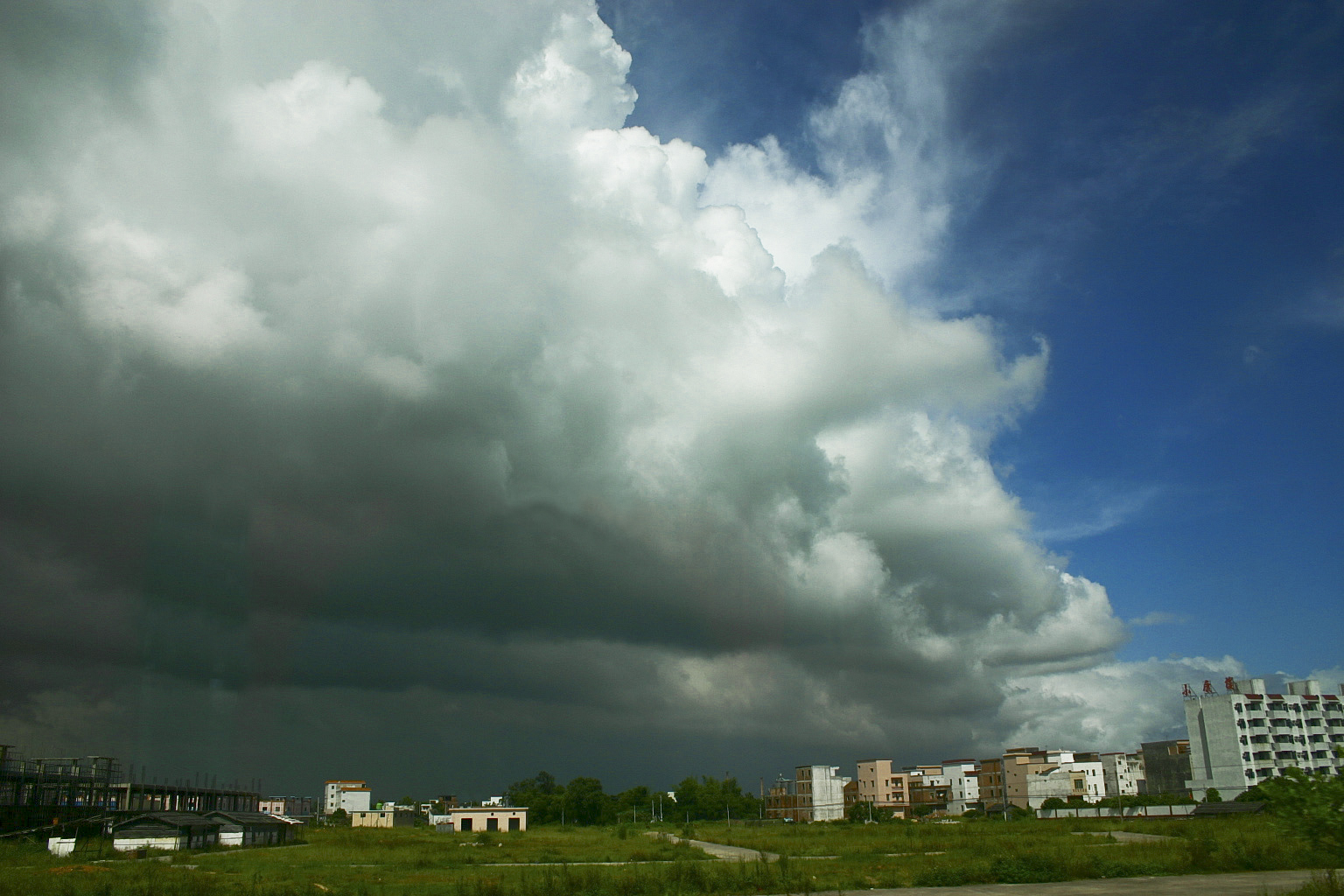

장청구(한국어:  강성구, 중국어: 江城区, 병음: Jiāngchéng Qū)는 중화인민공화국 광둥성 양장 시의 현급 행정구역이다. 넓이는 453km2이고, 인구는 2007년 기준으로 650,000명이다.

## 행정 구역
8개 가도, 5개 진을 관할한다.
- 가도: 南恩街道, 城南街道, 城东街道, 城西街道, 白沙街道, 岗列街道, 城北街道, 中洲街道.
- 진: 海陵镇, 闸坡镇, 平冈镇, 埠场镇, 双捷镇.